# Kvarteret Luna

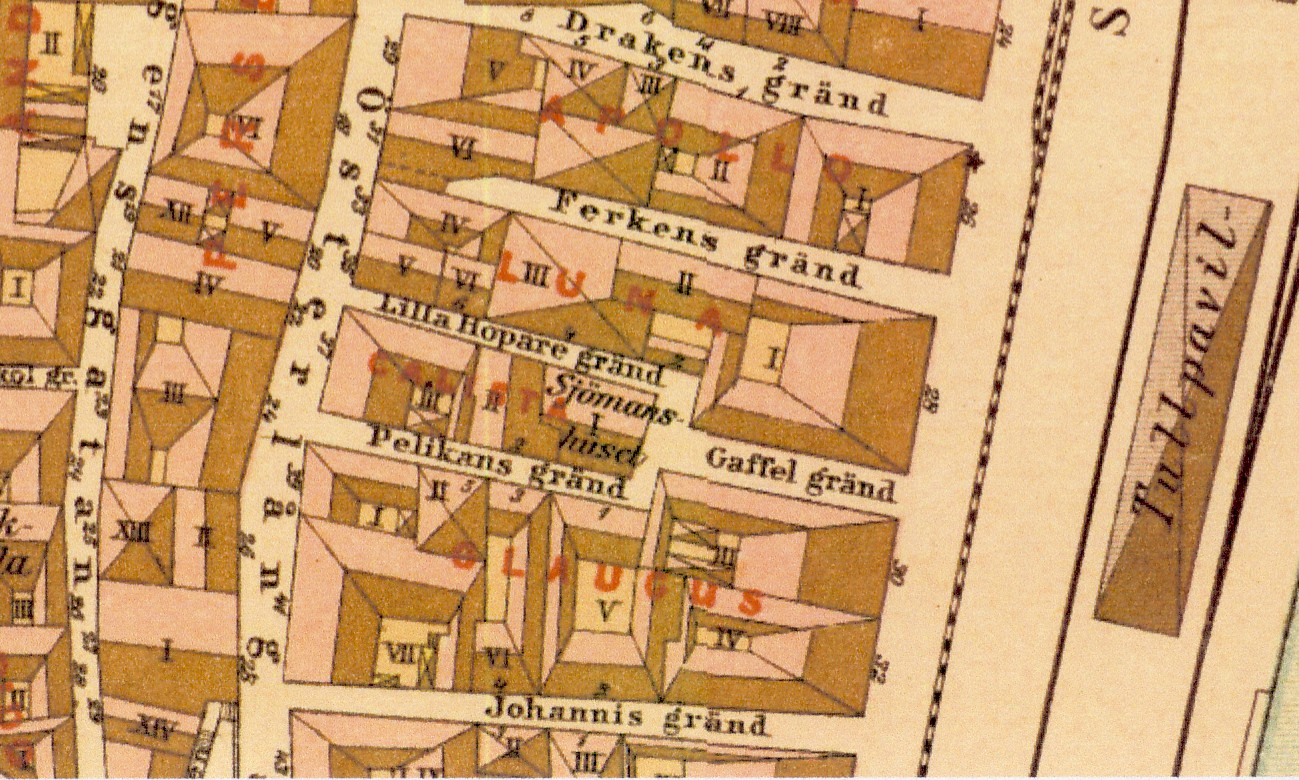
Kvarteret Luna på A.R. Lundgrens karta, 1885

Kvarteret Luna är ett kvarter i Gamla stan i Stockholm. Kvarteret omges av Ferkens gränd i norr, Österlånggatan i väster, Skeppsbron i öster och Gaffelgränd samt Lilla Hoparegränd i söder.  Kvarteret består av sex fastigheter: Luna 1–6 som stämmer överens med tomtindelningen på Alfred Rudolf Lundgrens karta från 1885.

## Namnet

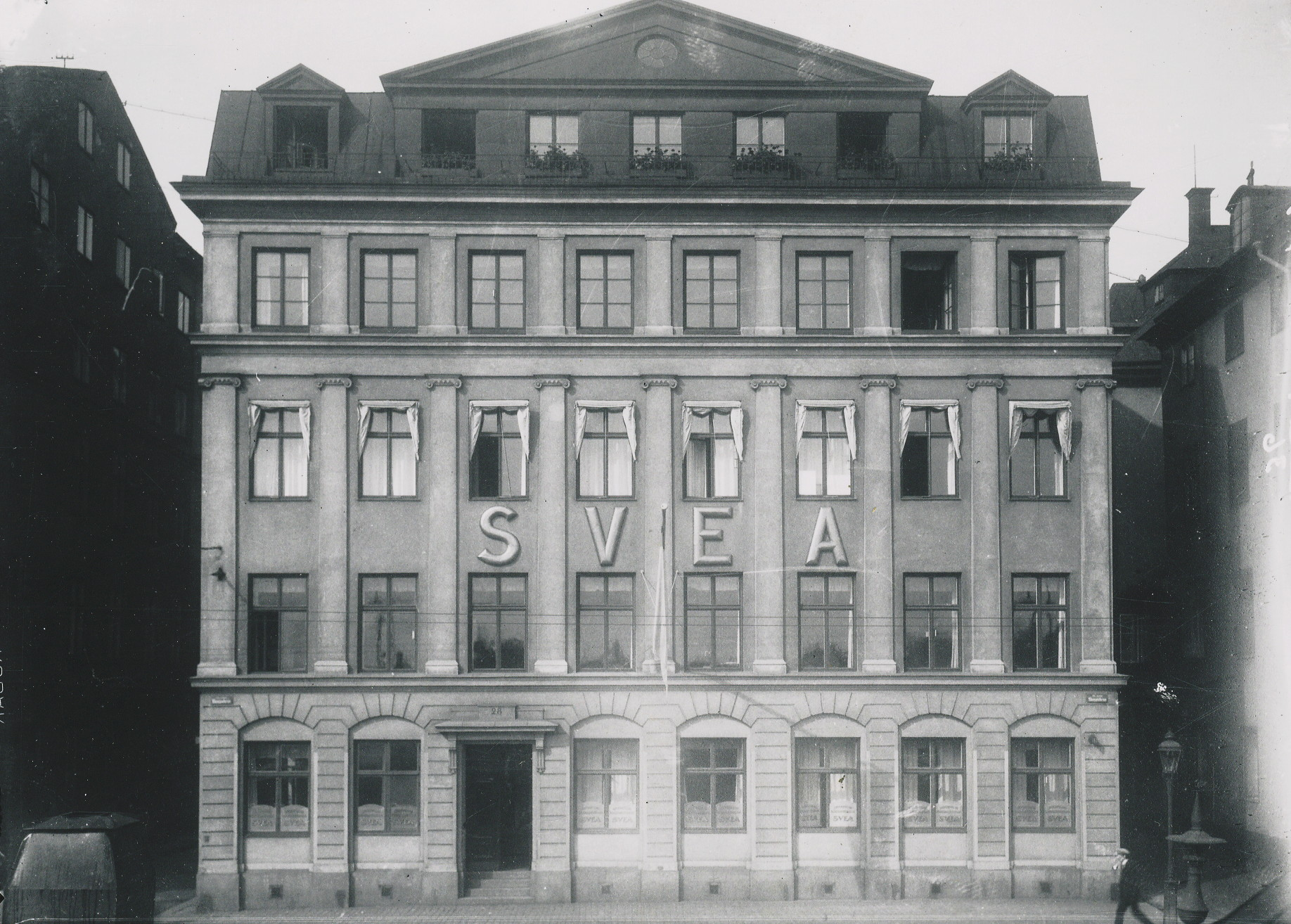
Luna 1: Rederi "SVEA", 1927.

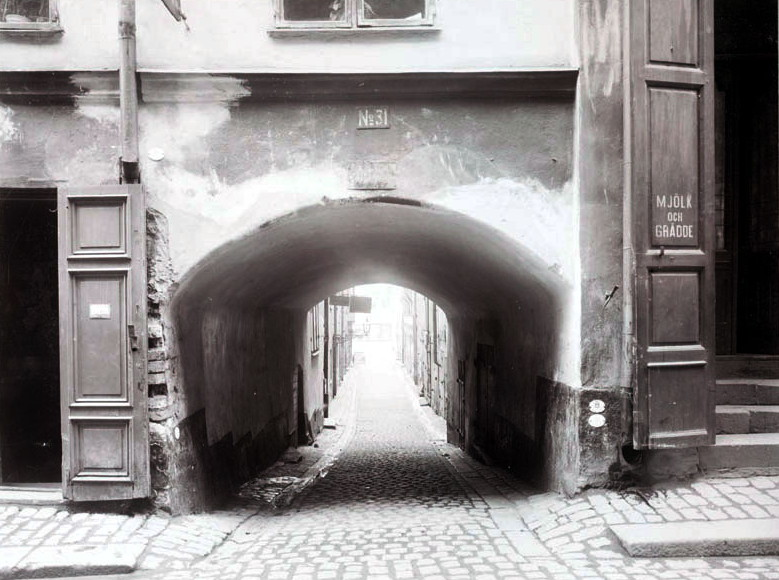
Valvöppningen mot Ferkens gränd, 1905.

Nästan samtliga kvartersnamn i Gamla stan tillkom under 1600-talets senare del och är uppkallade efter begrepp (främst gudar) ur den grekiska och romerska mytologin. ”Luna” var i den romerska mytologin mångudinnan.

## Kvarteret
Mot öster ligger Luna 1 (Skeppsbron 28) med en enda byggnad som kallas Schönska huset, uppkallat efter köpmannen Johan Martin Schön från Lübeck. Han förvärvade 1768 två äldre hus vid Skeppsbron och lät slå ihop och bygga om dem till en ståndsmässig byggnad. Huset Skeppsbron 28 gick i arv i släkten Schön fram till 1917, då Rederi AB Svea flyttade in. Byggnadens fasader förändrades 1867 i samband med en ombyggnad under arkitekt Johan Fredrik Åbom. Byggnaden i Luna 3 (Ferkens gränd 3) härrör från 1785 men byggdes om 1907 och 1947.
Mot väster ligger Luna 4 och 5 (Österlånggatan 33 och 35). Här är kvarteret sammanbyggt med kvarteret Apollo (Österlånggatan 31) och ett lågt valv öppnar sig mot Ferkens gränd. I huset Österlånggatan 33 fanns på 1860-talet Carl Schultén stentryckeri som drevs av Carl Fredrik Schultén (född 1797). Han arbetade tidigare som biträde för litografen Karl Müller som var en av de första att introducera litografin i Sverige. På ett reklamtryck i tre språk från 1870-talet syns huset Österlånggatan 33.
Huset i Luna 4 (Ferkens Gränd 5, Österlånggatan 33)  är från 1798 och genomgick i början på 1940-talet en omfattande ombyggnad ritad av arkitekterna Nils Tesch och Lars Magnus Giertz. Luna 5 (Österlånggatan 35, Lilla Hoparegränd) med sina tidstypiska ankarslut i fasaden bevarar i stort sett sitt utseende från 1780-talet.